# Judaísmo ultraortodoxo

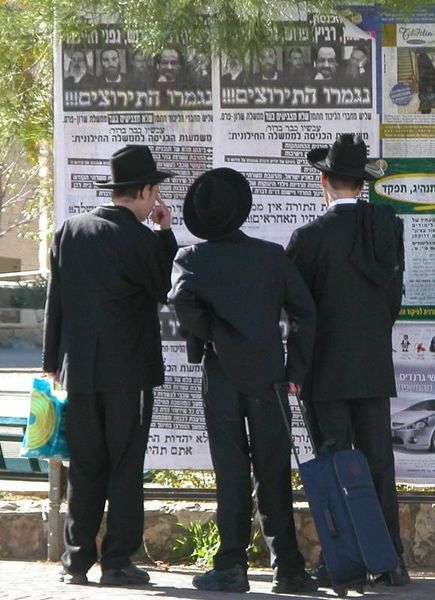
Jaredíes leyendo un cartel en Jerusalén.

El judaísmo ultraortodoxo es una corriente interna del judaísmo ortodoxo. Los jaredíes (en hebreo: חרדים) (transliterado: jaredim) también son conocidos como judíos ultraortodoxos, o como aquellos que temen a Dios. Son judíos ortodoxos, cuya práctica religiosa es especialmente devota. Los jaredíes afirman, al igual que todo el judaísmo ortodoxo, que la Torá entregada en el Monte Sinaí por Dios, con sus respectivas leyes, constituye el "manual de instrucciones del mundo". En otras palabras, la Torá es el código que permite, en términos fundamentales, el comportamiento armónico de la Creación y los creados, la regulación de sus leyes y principios y los métodos que llevarán a cada individuo a unirse a Dios para disfrutar de deleite infinito, máximo objetivo de la creación del mundo.
Sin embargo, a pesar de que otros grupos judíos ortodoxos (ya sean jasídicos u ortodoxos modernos) aceptan esta afirmación, hay diferencias entre todos los grupos en cuanto al comportamiento en ámbitos no legales; es decir, en el ámbito de la cosmovisión individual y colectiva, que no está reglamentada por la Torá.
Los jaredíes suelen vivir al margen de las sociedades laicas que los rodean, incluyendo las judías, debido a que intentan poner en práctica los preceptos bíblicos en un ámbito no hostil. Hoy en día muestran una fuerte presencia en Israel, donde cuentan con sus propios barrios (e, incluso, sus ciudades), sus partidos políticos, sus comercios y sus escuelas. También existen grupos de jaredíes en muchas comunidades judías de la diáspora, particularmente en Estados Unidos y la Europa Occidental. Los jaredíes tienen sus propios periódicos, el más importante de los cuales es Hamodia ("El Anunciador").
Desde finales del siglo XIX, el sector israelí de los jaredíes rechaza parcialmente la «modernidad» occidental, tanto en lo que se refiere a costumbres como en lo que toca a la ideología. Sin embargo, esta postura no es unánime en el mundo jaredí. Por caso, aquellos oriundos de EE.UU. poseen una visión más inclusiva de la modernidad que la que prevalece entre los israelíes.

## Ortodoxos y ultraortodoxos
Los sociólogos israelíes suelen distinguir entre los laicos (poco interesados por la religión, aunque no necesariamente antirreligiosos), los tradicionalistas (cuya práctica religiosa es parcial), los ortodoxos (de práctica religiosa estricta, aunque inmersos en el mundo moderno) y los ultraortodoxos o jaredíes (de práctica religiosa estricta, que rechazan ciertas formas de modernidad, fuerte voluntad de separatismo social: vestimenta específica, barrios específicos, instituciones religiosas específicas).
Los jaredíes no se definen a sí mismos como ultraortodoxos, sino como judíos ortodoxos jaredíes ("los que tiemblan", en el sentido de "los que tiemblan ante Dios", o “los que temen a Dios"). La raíz de la palabra jaredí es jarada, la palabra más rotunda en hebreo para designar el miedo, indicando que un jaredí se siente "aterrorizado" ante la idea de violar cualquiera de las 613 mitzvot.
Los ortodoxos "modernos" y los jaredíes no se diferencian en nada desde el punto de vista teológico, pero sí en su modo de vida y orientaciones políticas.

## Origen de la divergencia entre ortodoxos y ultraortodoxos

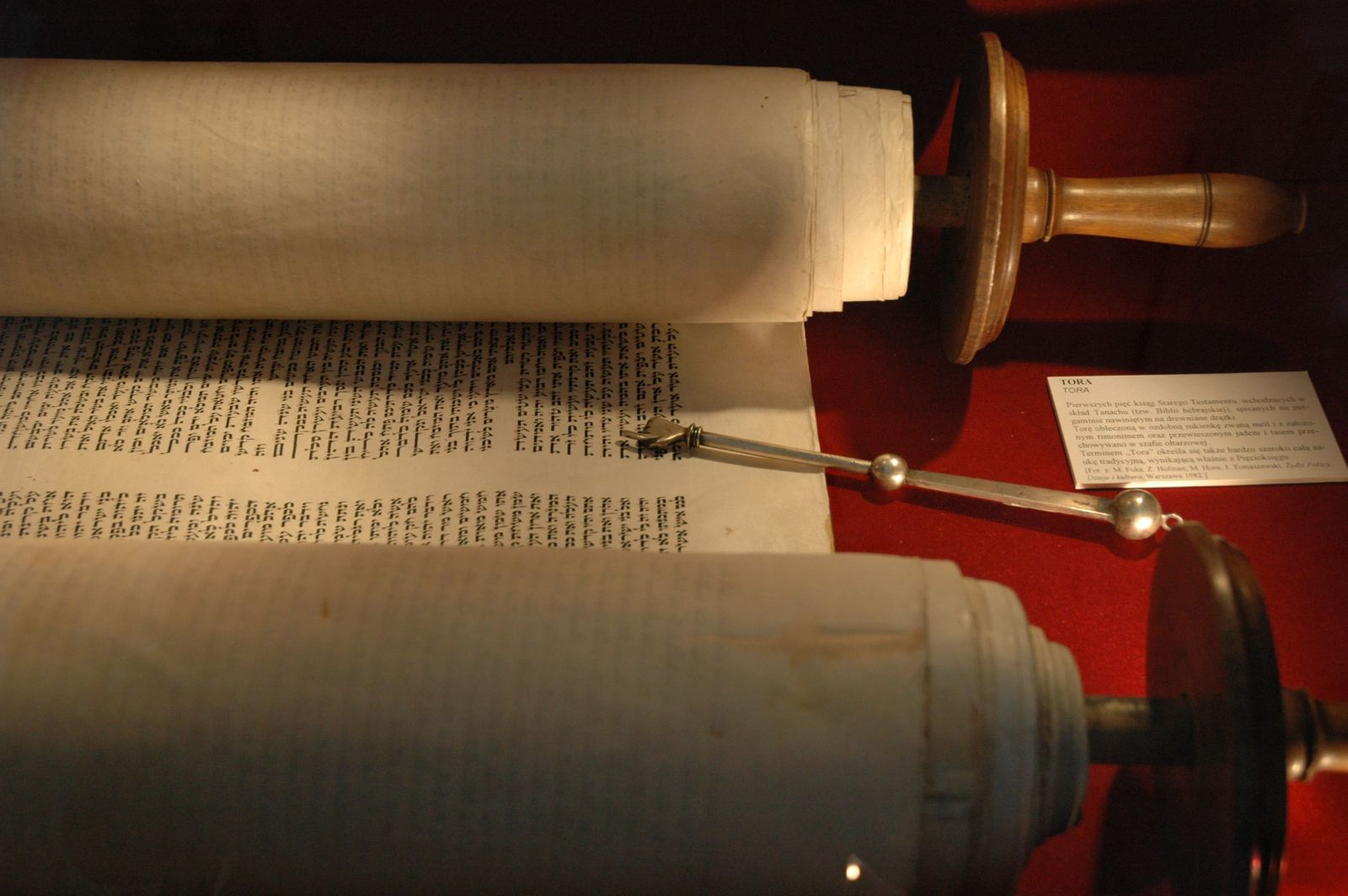
Rollo de la Torá.

Durante siglos no existía el concepto de judaísmo ortodoxo, puesto que para ello hubiera sido necesaria la existencia de un judaísmo heterodoxo. De hecho, este judaísmo heterodoxo existía (por ejemplo, los karaítas), aunque su relevancia no era lo suficientemente significativa como para dar origen a una denominación específica.
En el siglo XIX, la llegada a Occidente de la modernidad hace que se produzcan fuertes evoluciones en el judaísmo, primero en Alemania y más adelante en toda Europa. De modo particular aparece durante la primera mitad del siglo XIX en Alemania el Judaísmo reformista, que defiende la autonomía individual en lo relativo a la interpretación de los preceptos religiosos (en hebreo: מצוות mitzvot). El "judaísmo ortodoxo" se ve, pues, obligado a definirse como salvaguardia de lo que este interpreta como "tradición religiosa" ante este "nuevo" fenómeno.
Pero la cuestión de la "modernización" de la religión judía no fue la única que ocasionó la fractura. Fue el tema de la modernización de las sociedades judías en su conjunto (en lo relacionado con las estructuras sociales, con las estructuras de poder y con las relaciones con el Estado) el que se planteó. Y ahí, las respuestas entre los distintos grupos ortodoxos no fueron unánimes.
A partir de la segunda mitad del siglo XIX, la corriente llamada neoortodoxa alemana, siguiendo al rabino Samson Raphael Hirsch (1808-1888), teoriza acerca de un moderado acercamiento a la modernidad técnica y social. Según esta teoría, los judíos no deben alejarse de sus valores, pero pueden participar en la vida social del entorno en el que se mueven. En cambio, y contrariamente a los reformistas (y a los asimilacionistas), que consideran que el hecho religioso judío debe permanecer en el ámbito privado, la nueva ortodoxia afirma que los judíos también deben existir como colectivo organizado, por lo que deben rechazar asimismo aquellos aspectos del mundo moderno que sean contrarios a los 613 mitzvot (mandatos) reunidos por la tradición.
Sin embargo, otra corriente rechazó frontalmente la entrada en las sociedades occidentales consideradas opuestas por sus valores a la tradición judía. Esta corriente apareció sobre todo en el este de Europa. Aceptó algunos aspectos de la modernidad técnica, pero rechazaba casi todos los aspectos relacionados con la "modernidad" social o política: nacionalismo, democracia, salida del gueto, entre otros aspectos.
En un primer momento, los ortodoxos permanecieron bastante unidos. Así, la nueva ortodoxia alemana y los conservadores del este de Europa fundaron conjuntamente el movimiento Agudat Israel en 1912 en Polonia. Se vieron afectados por el peligro que corren los judíos religiosos en general, por lo que se unieron. Ambos grupos rechazan el sionismo, la asimilación, el socialismo, el ateísmo y otros conceptos modernos. Pero en el periodo de entreguerras se acentúan las divergencias entre ortodoxos "modernos", más o menos influenciados por las tesis del rabino Samson Raphael Hirsch, y los conservadores. Se puede ya hablar en ese momento de la existencia plenamente asumida de una rama específica: la ultraortodoxia. Los ortodoxos "modernos" abandonaron Agudat Israel en esa época.

## Características específicas del mundo jaredí
El mundo jaredí tiene hoy numerosas características específicas, tanto respecto a los no judíos (o gentiles) como respecto a los judíos laicos y a los judíos religiosos ortodoxos "modernos".

### El poder

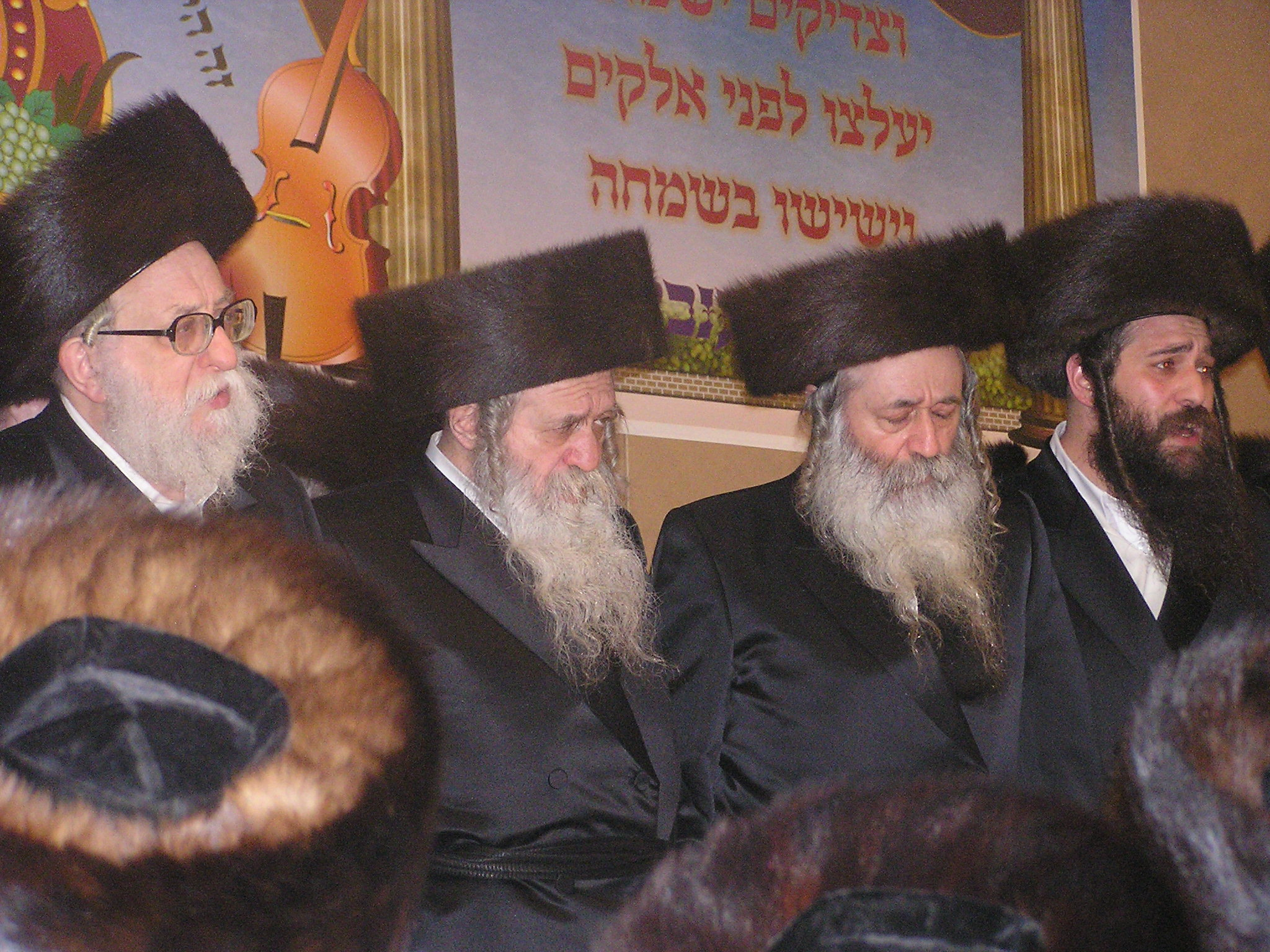
Rabinos dirigentes de la dinastía de los jasidíes de Chernóbil.

Se aplican dos principios fundamentales en el mundo jaredí: Daat Torah, "lo que dice la Torá", y Emunat Jajamim, "la fe en los sabios". "Con esto hay que entender un sistema [...] en el que todos los pensamientos, todas las acciones están gobernadas por los textos sagrados. No hay posibilidad alguna de combinarlos con ninguna otra fuente de inspiración, con otra filosofía. Y la Ley religiosa no existe para regular una parte específica de la vida, sino la vida en su integridad." Estos dos principios absolutos tienen varias consecuencias:
Por una parte, la Torá debe ser la fuente de cualquier tipo de legislación, y el rechazo del Estado judío a aceptar este principio le quita toda legitimidad (ver el capítulo acerca de las relaciones con el sionismo). Por esa misma razón, no debe existir constitución en Israel. De hecho, el movimiento sionista aceptó este principio y solo instituyó "leyes fundamentales". La distinción es simbólica, pero importante para los jaredíes.
La democracia es un principio de funcionamiento que sitúa la opinión de la mayoría por encima de Dios. La democracia no molesta a los jaredíes cuando afecta a los que no son judíos (que tienen libertad de hacer lo que les plazca). Pero entre los judíos, es un cuestionamiento manifiesto de Daat Torah y de Emunat Jajamim.
Por último, todo judío piadoso debe tener un rabino que guíe su vida, hasta en los menores detalles. Son "sabios" o "grandes de la Torá", o "luminarias" o "decisores" y tienen poder absoluto sobre su grey. A menudo son objeto de un verdadero culto a la personalidad, al "tener acceso al 'conocimiento supremo', saben lo que sucederá a largo plazo, en un nivel superior".
En la práctica, las comunidades jasidíes (una de las dos corrientes principales del judaísmo jaredí) tienen un referente supremo, su admor o rebbe. El referente de los rabinos jaredíes de la tendencia "lituana" es su jefe de yeshivá (generalmente aquella en la que han estudiado). Estos mismos jefes de yeshivot pueden, por su parte, rendir cuentas a un jefe de yeshivá con más prestigio. Admor o jefe de yeshivá, los "grandes" con frecuencia son ancianos y en general viven aislados, sin leer la prensa ni ver la televisión. Algunos de ellos no salen prácticamente nunca a la calle, y aún menos de los barrios específicos en los que residen. Su información acerca del mundo exterior pasa casi siempre por el filtro de un entorno reducido, que consigue de ese modo poder e influencia. Los mayores sabios viven en Israel y Estados Unidos. Teniendo en cuenta su influencia sobre los partidos religiosos israelíes (muchos jaredíes israelíes dependen de un "sabio" estadounidense, o viceversa), los políticos de Israel tratan siempre de tenerlos a su favor.
Por encima de los propios "grandes" no hay nadie, salvo en cierta medida, el "consejo de los grandes"  de los tres partidos religiosos (cuando se unen, lo que no siempre es el caso, ver el apartado sobre política). El gran rabinato israelí no tiene verdadera influencia sobre ellos. Esta instancia sin capacidad de decisión suprema puede conducir a enfrentamientos a veces virulentos, llegando incluso en ocasiones a la violencia física entre los seguidores de una "luminaria" u otra, siempre convencidos de la absoluta superioridad del punto de vista de su "sabio".
Daat Torah y Emunat Jajamim existen también entre los ortodoxos "modernos", pero el poder del rabino referente se limita sobre todo al terreno religioso, no a los demás (para los jaredíes todo es religioso). En Israel, los ortodoxos "modernos" reconocen en general la autoridad del gran rabinato israelí.

### El separatismo

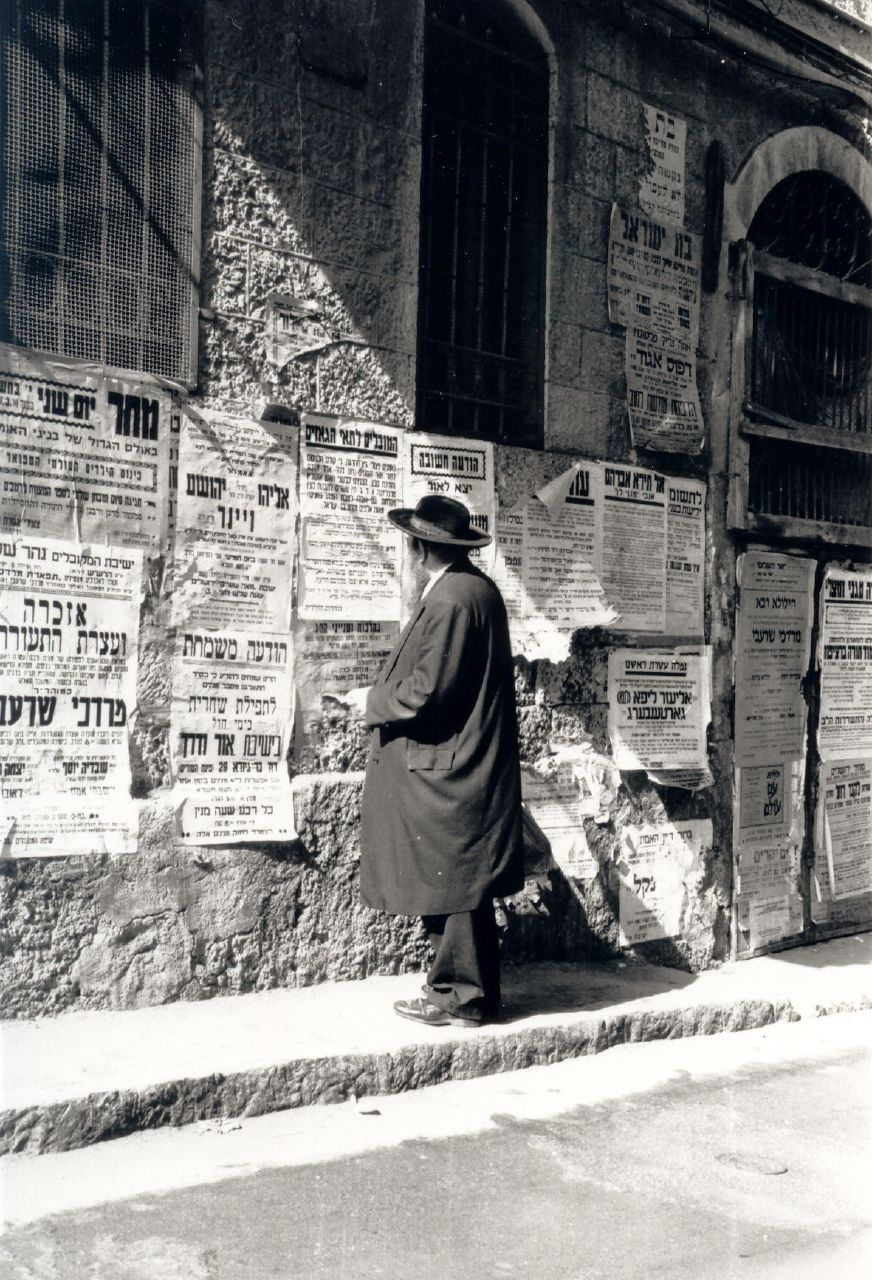
Consulta de carteles en el barrio jaredí de Mea Shearim (Jerusalén) en 2006. Los murales son una vía tradicional de comunicación de las posturas de los rabinos en los barrios ultraortodoxos.

El ideal de los jaredíes es una vida judía vivida en torno a los rabinos. Por eso rechazan muchos aspectos del mundo moderno (existe un especial rechazo hacia la televisión), con barrios separados de los no judíos y de los judíos laicos. Físicamente, su indumentaria negra (los "hombres de negro" siguiendo la expresión israelí) hace que puedan ser distinguidos con facilidad. Sin embargo, no estamos ante una actitud de rechazo de la modernidad tan radical como la de los Amish: se acepta la electricidad, el automóvil, el ordenador y el avión.
La visión fundamental de los jaredíes es que el mundo que les rodea es una fuente permanente de perversión. La televisión o la publicidad son una fuente de imágenes sexuales. En ellas aparecen elogios a valores como la independencia del individuo, el relativismo ideológico, la igualdad de sexos o de religiones. Según su opinión, resulta ilusorio creer, como hacen los ortodoxos, que se puede vivir en ese mundo a la vez que se respetan estrictamente los 613 mitzvot. La amenaza es permanente y para no sucumbir a ella es necesario vivir en grupo, en barrios separados y bajo la estricta dirección de los rabinos.
La sexualidad ocupa un lugar central en el rechazo de los jaredíes al mundo moderno. El temor ante la tentación sexual es permanente. No solo la mujer jaredí debe ser "modesta" (lo que implica, por ejemplo, ocultar sus cabellos), sino que cualquier mujer que entre en los barrios jaredíes debe hacer lo mismo. Esta voluntad de control social es una de las razones por las que eligen vivir en barrios separados. Desarrollaron en esos barrios una sociedad aparte, con sus tiendas, sus escuelas, sus instituciones, sus periódicos.

### La geografía

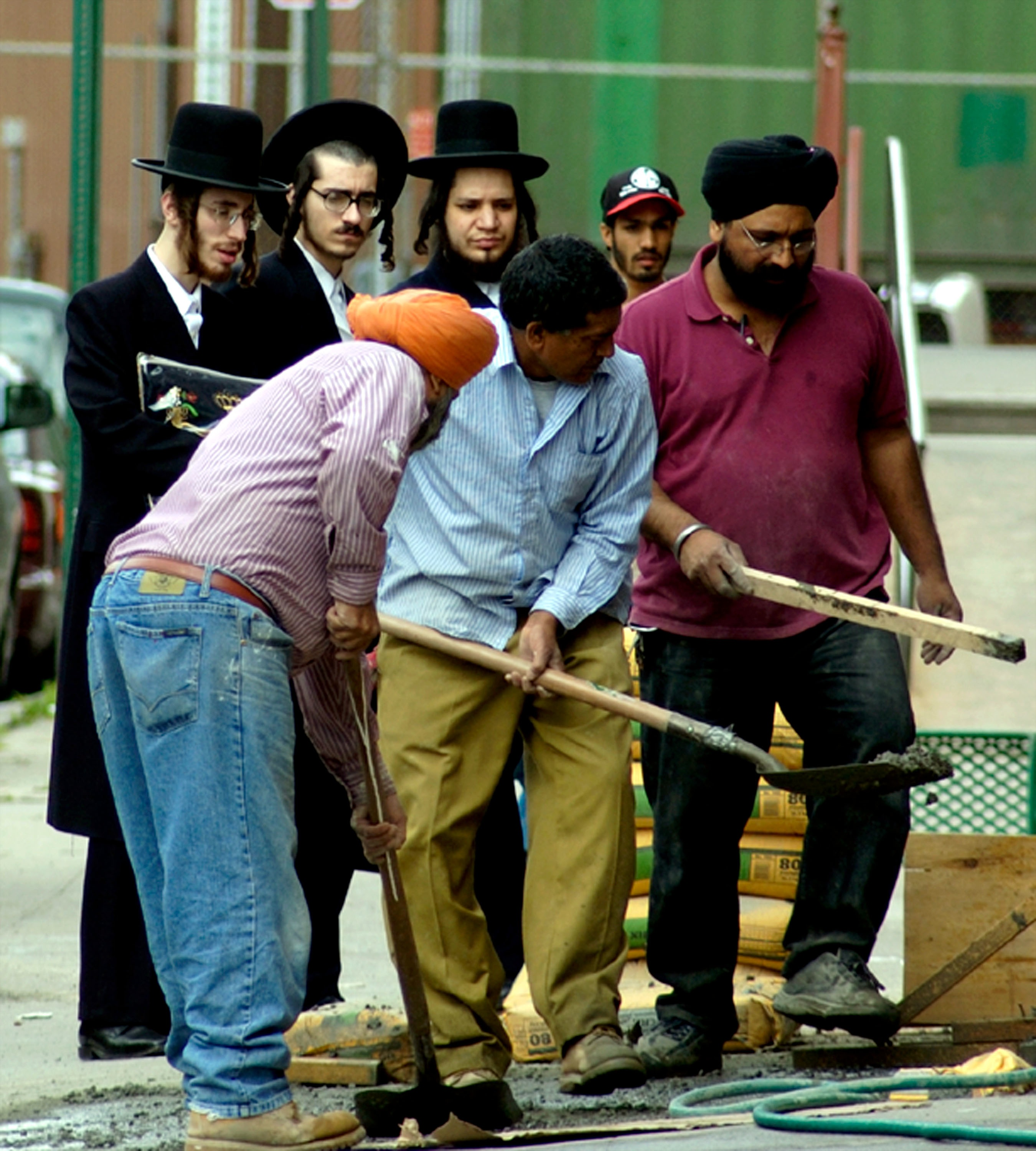
Jóvenes jaredíes junto con trabajadores sij en Nueva York, en 2005.

Las poblaciones jaredíes están mucho más concentradas que la población judía en general, como consecuencia de su voluntad de vivir separadas de las sociedades modernas.
Los jaredíes son hoy numerosos sobre todo en Israel y los Estados Unidos. Pero se encuentran también comunidades relativamente importantes en los Países Bajos, Zúrich (Suiza), Reino Unido y Francia, especialmente en Estrasburgo.
En Israel, las 3 comunidades principales son por orden decreciente de importancia:
- La aglomeración de Jerusalén, con el barrio de Mea Shearim.
- Bnei Brak, en la periferia de Tel Aviv.
- Modi'in Illit, un asentamiento israelí de Cisjordania (Judea-Samaria), creada a mediados de los años 1990, situada a algunos kilómetros de la antigua Línea Verde, y que contaba a finales de 2005 con más de 30.000 habitantes.

Los jaredíes también son numerosos en las ciudades santas de Safed y Tiberíades.
En los Estados Unidos, los jaredíes se concentran sobre todo en la aglomeración urbana de Nueva York (especialmente en Brooklyn). Algunas comunidades han levantado auténticos municipios judíos en ese país, caso de los jasidíes de Satmar, entre los que algunos se han agrupado en el seno de Kiryas Joel en el condado de Orange (Estado de Nueva York).

### El sionismo

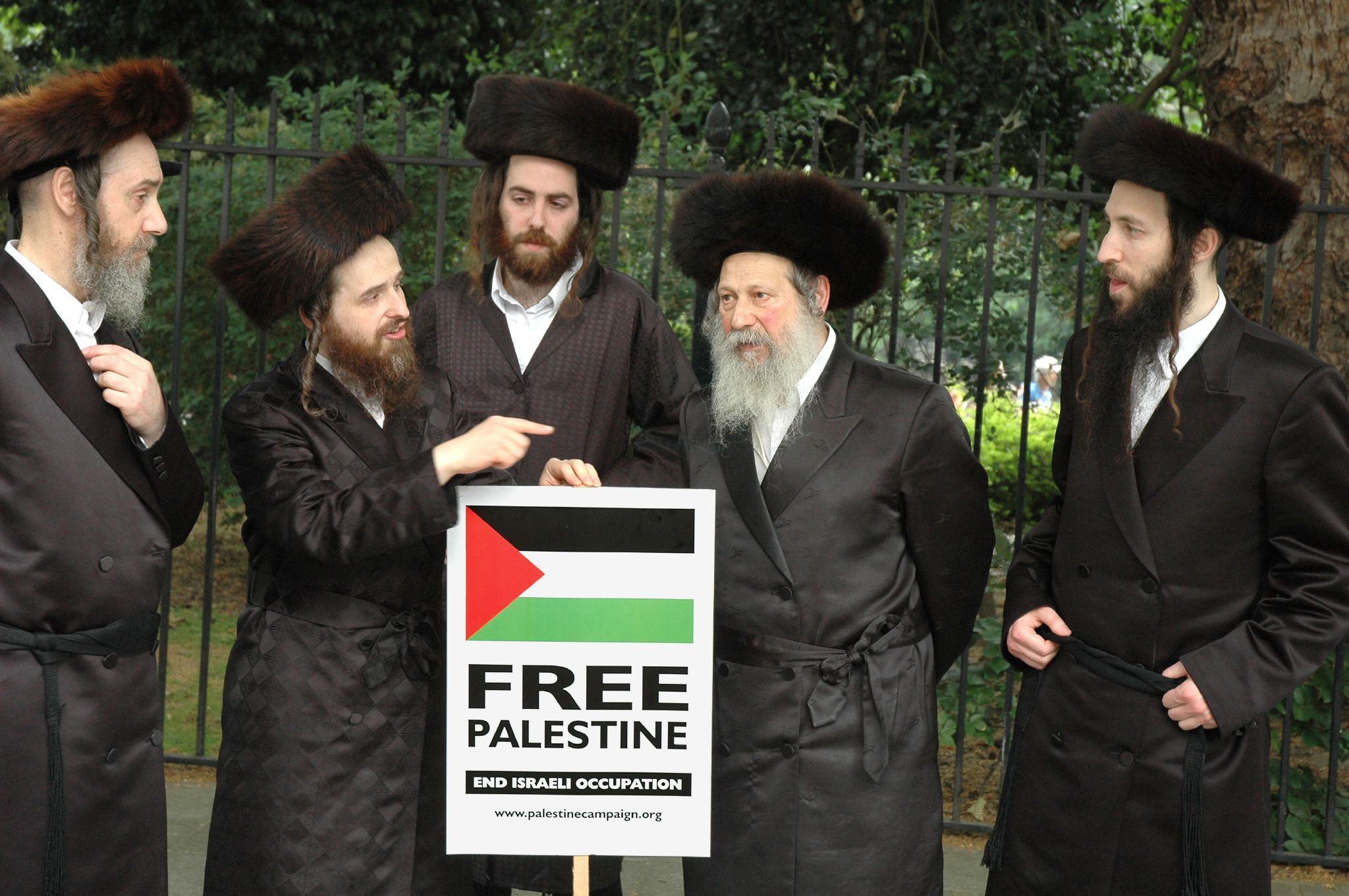
Rabinos del movimiento Neturei Karta durante un mitin en apoyo a Palestina.

La relación entre los jaredíes y el sionismo siempre ha sido difícil. Antes de la creación del Estado de Israel la mayoría de la judería jaredí se opuso al sionismo. Según una tesis mayoritaria (aunque no sea exclusiva) entre los religiosos, Dios destruyó el reino de Israel para castigar a los judíos, y solo su Mesías puede volver a crearlo. La vida en Tierra Santa es posible, pero cualquier intento autónomo de crear un estado es una rebelión contra Dios y una provocación contra los pueblos gentiles. Sin embargo, tras el Holocausto y la fundación del estado moderno israelí, los diferentes movimientos ultraortodoxos han adoptado diversas posturas, desde la radical oposición al Estado de Israel de los Neturei Karta, hasta la aceptación crítica de la mayoría. Los partidos que los representan llegan a tener incluso ministros dentro de su gobierno, pero opinan que el "culto" al Estado propio de los sionistas es una idolatría que la Biblia condena.

### La ciencia y el racionalismo
Los jaredíes no otorgan a la ciencia ningún valor especial. Se aprecia cierta hostilidad, o al menos desprecio hacia ella. El periódico haredí Yated Neeman utiliza como argumentos los errores científicos y concluye: "¿Por qué deberíamos pasar el tiempo estudiando unos hechos que la mitad de las veces serán contemplados dentro de diez años como falsos?". 
Los avances e inventos debidos a la ciencia, como las máquinas o los tratamientos médicos, no son forzosamente rechazados, pero los inventos o los conceptos que puedan violar la ley religiosa judía como internet o la televisión son rechazados a causa de sus imágenes "indecentes". 
El evolucionismo es una teoría especialmente despreciada. Así, para uno de los dirigentes del Shas —partido jaredí sefardita— "una mujer sefardita que besa con devoción un rollo de la Torá es preferible a cincuenta profesores enseñando que el hombre desciende del mono". El grado de rechazo varía de una comunidad a otra.
Bastante indiferentes al racionalismo moderno, los medios jaredíes son permeables al temor debido a maldiciones. Así "unos rabinos organizaron una oración colectiva en los locales de la Seguridad Social israelí en Tel-Aviv para conjurar una maldición pretendidamente lanzada a sus empleados por personas privadas de subvenciones". En 1985, el ministro del Interior (del Shas) "explicó un terrible accidente en el que un tren colisionó con un autobús de niños por la venganza de Dios por la desacralización del Shabat con la apertura de los cines el viernes por la noche". Tras la brutal muerte en diciembre de 1989 de Zion Garmi, director adjunto del Ministerio de Culto, "un rumor persistente afirma que tres funcionarios del Ministerio lo habrían maldecido, y que incluso Itshak Kaddouri, el famoso cabalista [...] no consiguió con sus encantamientos acabar con dicha maldición".

### El estudio

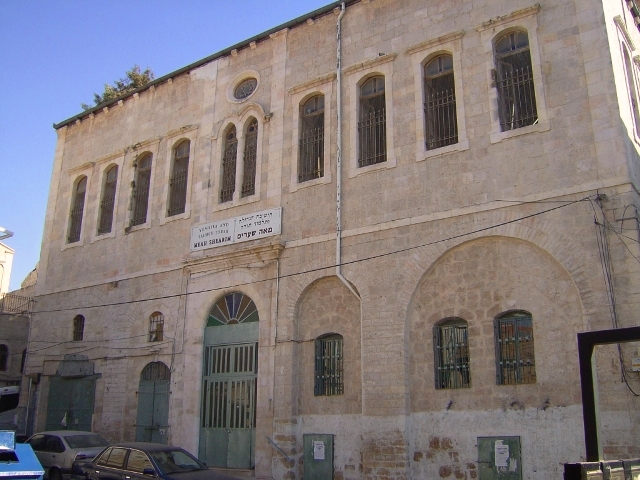
Yeshivá de Mea Shearim y Talmud Torá (Jerusalén, Israel).

El estudio de los textos religiosos en una yeshivá es el primer objetivo de cualquier varón jaredí. También existen cursos de estudios religiosos destinados a mujeres, aunque no con el mismo rigor. Siempre que sea posible, el hombre jaredí tratará de consagrar todo su tiempo al estudio, evitando la pérdida de tiempo (Bitul Torah). Cuando no fuera posible, tratará de compaginar su actividad laboral con el estudio.
Los estudios seglares, en cambio, están bastante poco valorados. Según ellos, son una pérdida de tiempo, puesto que restan tiempo al estudio religioso. No hay, o son muy pocos los médicos, abogados, ingenieros o simplemente fontaneros entre los jaredíes de Israel. Hay más en la diáspora.
En Israel, los jaredíes obtuvieron significativas subvenciones del Estado para sus actividades, lo que permite a muchos hombres adultos consagrar todo su tiempo al estudio. En la práctica, las estadísticas muestran sin embargo que la situación socioeconómica de muchos de estos jaredíes los obliga a trabajar en el sector productivo. En la diáspora, estas subvenciones no existen o son muy escasas, y el tiempo que dediquen al estudio debe completarse con un trabajo remunerado que les permita sobrevivir.
Hay que destacar que a finales de 2005, Yissachar Dov Rokeach II, el actual rebbe de la dinastía jasídica de Belz, sorprendió al animar a sus partidarios israelíes a proseguir estudios profesionales y no solo estudios religiosos, con el objeto de mejorar su estatus socioeconómico. Anunció que las yeshivot de Belz reservarían "algunas horas por semana por las tardes" a estas formaciones. Esta evolución limitada es reveladora de los problemas económicos encontrados por los jaredíes israelíes centrados en el estudio y muy dependientes de las subvenciones del estado.

### La vida familiar
Los jaredíes se casan jóvenes. Las bodas a menudo están pactadas por un casamentero (Shadkhanim) y el objetivo de todo matrimonio es tener el máximo número posible de hijos. Salvo casos médicos, las familias tienen de 5 a 10 hijos (7 hijos por familia como media en Israel en 2005). Se trata para los jaredíes de un mandato religioso importante: "creced y multiplicaos" (Génesis 1:28, 9:1,7).
En la mayor parte de los grupos jaredíes (aunque no en todos), se notó entre los años 1970-80 una tendencia al desarrollo del trabajo de las mujeres. En efecto, las familias numerosas tienen importantes necesidades financieras, sobre todo cuando el marido no trabaja, sino que se consagra al estudio de los textos sagrados (sobre todo en Israel). Este trabajo es un factor limitado aunque real para reforzar el peso de la mujer jaredí. Sin embargo, no se trata de igualdad. Hay que destacar que ciertos jaredíes (Edah Haredit) consideran que esa evolución es un grave pecado. Hay que tener en cuenta que el trabajo de las mujeres está limitado por dos factores: no es posible aceptar que la mujer jaredí trabaje en un medio mixto, lo que reduce mucho el número de puestos de trabajo accesibles; los frecuentes embarazos frenan mucho a los empleadores.
Los hijos deben ser educados cuando es posible en escuelas religiosas específicas: esto es bastante sencillo en Israel, y a veces más difícil en la diáspora, sobre todo en los grupos más pequeños. Este hecho favorece el agrupamiento en comunidades compactas, dotadas de sus propias escuelas.
La homosexualidad o el concubinato están totalmente rechazadas.

### El estatus socioeconómico
Se ha visto que los jaredíes tenían familias numerosas, seguían pocos estudios "modernos" susceptibles de proporcionar empleos bien remunerados, trataban (sobre todo en el caso de los hombres y en Israel) de evitar el trabajo productivo para consagrarse en la medida de lo posible a los estudios religiosos. Esos tres fenómenos implican un nivel socioeconómico bastante desfavorecido, sobre todo en Israel. En 2005, las cifras oficiales indican que el 21,3% de los jaredíes viven por debajo del umbral de pobreza. Las comunidades jaredíes de Israel dependen bastante de los fondos educativos del Estado, así como de las ayudas sociales del estado de bienestar, lo que refuerza el papel de los partidos políticos jaredíes (que reparten algunas subvenciones o presionan para obtenerlas), y la aceptación de hecho del Estado de Israel, proveedor de fondos.
El rápido crecimiento demográfico de los jaredíes hace cada vez más difícil el hecho de no contar más que con fondos del Estado que además que no se pueden ampliar indefinidamente. Se ve por eso un número creciente de jaredíes israelíes de sexo masculino que ocupan un empleo remunerado. En la diáspora, el trabajo remunerado, a falta de subvenciones, está mucho más extendido, y los jaredíes en general cuentan con un estatus socioeconómico más favorable que en Israel.
Un sector económico conocido por la fuerte presencia jaredí es el de la talla de diamantes.

### La política

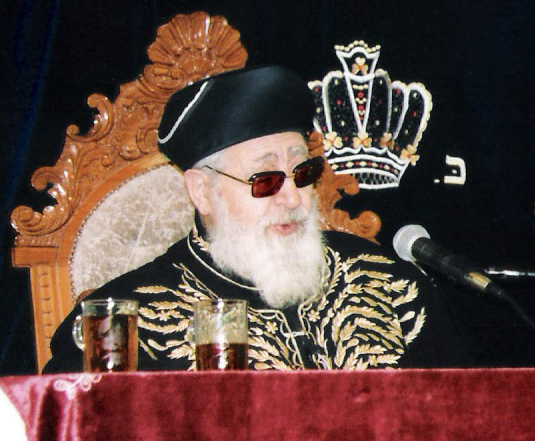
El rav Ovadia Yossef, jefe espiritual de los jaredíes sefarditas.

La sociedad jaredí en general no se interesa en la política, ya que su prioridad se centra en el estudio religioso. Sin embargo, para defender sus intereses, se vio obligada a crear partidos políticos religiosos (Agudat Israel en sus orígenes, y luego Shas y Degel HaTorah). Agudat Israel fue activo en principio en la diáspora, pero este partido y sus escisiones se encuentran sobre todo en Israel. Esos partidos específicos, que son reflejo de las divisiones internas en el mundo jaredí israelí, tienen una doble función. Desde un punto de vista ideológico, se trata de apoyar leyes obligatorias acerca del respeto a los mandamientos y en general de defender una visión religiosa del mundo en la esfera de las instituciones políticas. Desde un punto de vista pragmático, se trata de defender los intereses de los jaredíes, en especial la recolección de fondos del Estado para la financiación de las familias numerosas y de las instituciones religiosas. Al final, se trata de permitir al máximo posible de varones estudiar el máximo tiempo posible, perdiendo el mínimo tiempo posible en actividades anexas, como el trabajo remunerado. La política de reducción de ayudas sociales llevada por el gobierno israelí desde 2001 suscitó por eso una fuerte oposición: "No se puede liberar a Sharon y Netanyahu de sus responsabilidades frente a ese desastre social, pero no podrían haber concebido este programa de empobrecimiento masivo [...] sin el impulso y el apoyo del partido capitalista y ventajista de Lapid. Lapid y sus compañeros solo tuvieron un objetivo: reducir al público ortodoxo a la indigencia, sus escuelas a la pobreza, y a sus hijos al hambre".
Si vemos Emunat Jajamim (fe en los sabios), uno de los principios fundamentales del judaísmo ortodoxo, cada partido está gobernado por un "consejo de los sabios de la Torá" cooptado (y en ningún caso elegido). El primero fue el del Agudat, y fue creado en Katowice en 1918. Un consejo no se mezcla en la política del día a día, pero define las grandes orientaciones de su partido.
En Israel, Agudat Israel representa sobre todo a los jasidíes de origen europeo. Degel HaTorah representa sobre todo a la corriente llamada "lituana" (mitnagddim) de origen europeo (exceptuando a los jasidíes de Belz, que apoyan a Degel HaTorah). Por último, el Shas representa sobre todo a los jaredíes de origen oriental (mizrahíes). Contrariamente a los dos primeros partidos, también atrae a un electorado que no es jaredí: ortodoxos y tradicionalistas mizrahíes. Pero el partido está bajo el estricto control de los jaredíes.
Hay que destacar que Agudat y Degel están en general agrupados dentro de un cartel electoral muy amplio, el "Judaísmo unificado de la Torá". Sin embargo, ha tenido algunas crisis y ha cesado su actividad en algunos momentos.
En las elecciones parlamentarias israelíes de marzo de 2006, Shas obtuvo un 9,5% de los votos (12 escaños de 120) y "Judaísmo unificado de la Torah" 4,7% de los votos (6 escaños).

### Características: síntesis

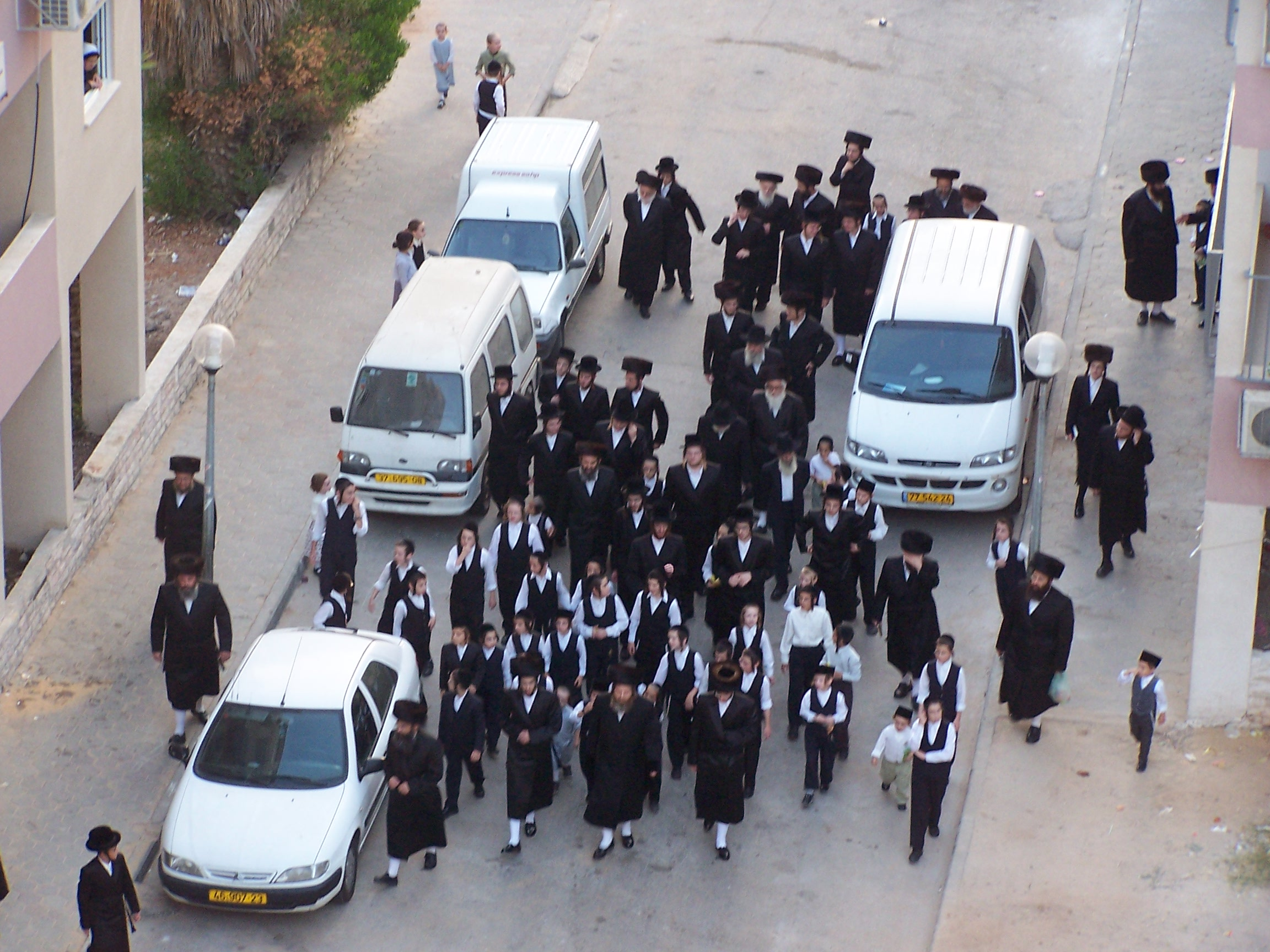
Jaredíes dirigiéndose a la sinagoga, en Rehovot, en Israel, en 2004.

Con respecto a los demás judíos ortodoxos, los jaredíes tienen estas características:
- El separatismo social (escuelas propias, comercios propios), geográfico (barrios separados, a veces físicamente cerrados durante el Shabat) y de vestimenta (indumentaria negra). Los ortodoxos "modernos" son infinitamente menos particularistas, y no tienen por ejemplo ni barrios reservados ni indumentaria particular (salvo el uso de la kipá y de indumentaria "modesta" para las mujeres);
- Una fe muy vivida. En Israel, las subvenciones estatales de las yeshivot permiten a una gran proporción de jaredíes varones estudiar el Talmud toda su vida, sin trabajo remunerado. Los ortodoxos "modernos" en cambio realizan estudios seglares y desempeñan trabajos en los sectores económicos clásicos;
- Una relación con el sionismo que va desde la oposición abierta de los Neturei Karta (muy minoritaria) a una visión positiva (minoritaria), pasando por una neutralidad interesada aunque crítica (mayoritaria). Los ortodoxos "modernos" en cambio son hoy casi todos favorables al sionismo (lo que no era siempre el caso a principios del siglo XX)
- El rechazo de los valores de la "modernidad" social: mezcla entre hombres y mujeres, "culto" al Estado, sexualidad libre. En ese terreno, los ortodoxos "modernos" son más abiertos, a pesar de que la libertad sexual se rechace de plano;
- La indiferencia ante la ciencia. Está mucho mejor valorada entre los ortodoxos "modernos";
- En Israel, un estatus socioeconómico netamente inferior al de los ortodoxos "modernos".

## Divisiones en el mundo jaredí
El mundo jaredí tiene unas características muy especiales. La visión exterior de los "hombres de negro" es pues a menudo la de un grupo homogéneo y compacto. A pesar de que esto sea parcialmente exacto, esta visión tiene que matizarse: los jaredíes no cuentan con una dirección única, y existen numerosas divisiones entre ellos.

### Divisiones entremitnagdíesyjasidíes
El jasidismo nace en Europa oriental a mediados del siglo XVIII. Con respecto a los demás jaredíes, los jasidíes insisten especialmente en la comunión feliz con Dios, en particular mediante el canto y la danza, en la importancia de la plegaria de cada individuo, así sea una simple persona y no sea un erudito, y se organizan en comunidades dirigidas por un Admor (o Rebbe) hereditario.
Desde sus orígenes, muchos rabinos se opusieron enérgicamente al jasidismo, de ahí su nombre de "mitnagdíes", los "opositores". También se los conoce como "lituanos".

Los jasidíes se dejan llevar hacia la mística fundada en la exaltación de las emociones religiosas, mientras los mitnagdíes, mayoritariamente surgidos de las escuelas talmúdicas de Lituania, practican un judaísmo más austero. Critican una orientación jasídica a la vez que aseguran la supremacía de la Cábala (mística judía) sobre la Halajá, los mitnagdíes les reprochan en particular una "alegría de vivir" que, opinan, es incompatible con el estudio de la Torá. Por último, el culto a la personalidad, tradicional en los jasidíes, siempre hizo temer a los "lituanos" la aparición de un nuevo pseudo-mesianismo, recordando de hecho la desgraciada aventura del Mesías autodeclarado Sabbatai Zevi.

Esta hostilidad se diluyó en la segunda mitad del siglo XIX ante el ascenso del sionismo, de la asimilación o del socialismo. Sin embargo, no desapareció. El gran líder de los mitnagdíes hasta su muerte, en los años 1990, el rabino Eleazar Shaj (o Chaj) llegó incluso a preguntarse si los jasidíes de Lubavitch seguían siendo judíos. Sin embargo no extendió este cuestionamiento a las demás comunidades jasidíes.
Los mitnagdíes se centran en sus jefes de yeshivot, mientras los jasidíes se centran en sus Admorim o Rebbe (jefes religiosos carismáticos y hereditarios).
Hoy en día, esta divergencia no se ejerce solamente en las instancias de poder religioso internas en el mundo jaredí. También se expresa políticamente: los jasidíes están en general (en Israel) a favor del partido Agudat Israel, mientras los mitnagdíes askenazíes votan preferentemente a Degel HaTorah (o Hatora), y los orientales a Shas. Los jasidíes de fuera de Israel pocas veces tienen relaciones con los partidos.

### Divisiones entre jasidíes
Existen decenas de denominaciones jasídicas. Cada una cuenta con su Admor o Rebbe, y a veces tienen enfrentamientos virulentos, a pesar de que las divergencias religiosas reales son muy débiles. Los jasidíes de Belz y los de Satmar se han enfrentado a veces en grandes peleas colectivas en sus barrios de Jerusalén y de Brooklyn, debido a sus divergencias acerca del sionismo (tolerado por los Belz, y radicalmente rechazado por los Satmar), y debido al fuerte enfrentamiento entre sus admorim. Sin embargo lo más normal es que las relaciones entre comunidades jasídicas sean cordiales.
En cambio, el mundo de los mitnagdíes está más unificado, reunido alrededor de un pequeño número de responsables de grandes yeshivot prestigiosas.

### Divisiones acerca de la "modernidad"
Si la desconfianza hacia la "modernidad" es general, el grado de esta desconfianza varía bastante.
Los jaredíes que viven en los países de fuera de Israel normalmente tienen un trabajo (asalariados o profesión liberal), y por ello están obligados por las realidades económicas a aceptar un cierto grado de apertura hacia el mundo. Los sociólogos han notado que los que emigraban a Israel (se cuentan varias decenas de miles en los últimos 30 años) tenían a veces tensiones en este punto con los jaredíes israelíes. También los jasidíes de Lubavitch, muestran una cierta apertura, y no temen aparecer en la televisión, al igual que los jaredíes mizrahí|mizrahíes del Shas.
Muchas corrientes jaredíes israelíes (sobre todo asquenazíes) son más reservadas. Se acepta la modernidad técnica. Pero la televisión y la mezcla de sexos siguen siendo vistos con desconfianza o son rechazadas. Sin embargo, se ha notado que la educación de las chicas jóvenes se había desarrollado mucho en esos grupos con respecto a la situación imperante a principios del siglo XX.
Por último, una tercera corriente, muy minoritaria, rechaza ampliamente esa modernidad, y considera que los jaredíes clásicos se han hecho demasiado laxos. Estos grupos son sobre todo los de la Edah Haredit. La educación de las chicas por ejemplo se mantiene de modo voluntario en un nivel muy primario.
Al final, la común desconfianza ante la modernidad (sobre todo social y política) lleva a adoptar posiciones que van de algunas cómodas adaptaciones hasta una orgullosa hostilidad.

### Divisiones entre orientales y occidentales
Históricamente, la ultra ortodoxia es askenazí. A partir de los años 1950, entran en la red escolar de Agudat Israel los mizrahíes, y aparecen jaredíes mizrahíes. Estos permanecieron en el seno de Agudat hasta 1984. Pero al verse apartados de los centros de poder se creó la escisión del Shas en 1984. Los jaredíes mizrahíes tienen hoy sus propios líderes religiosos (Ovadia Yosef), su partido, y defienden los intereses de su comunidad. Pero tampoco hay una clara ruptura, en especial con la corriente mitnagdí. En efecto, con frecuencia surgieron de sus yeshivot. Las divergencias entre jaredíes orientales y occidentales se refuerzan en efecto por las existentes entre mitnagdíes ("lituanos") y jasidíes: "Si bien es cierto que el Rav Schach [líder de los mitnagdíes occidentales] estaba especialmente preocupado en dotar a los jaredíes mizrahíes de una auténtica representación política que corrigiera la desigualdad étnica original, conviene subrayar que su actividad también fue dictada por otros tipos de consideraciones, que trataban a la vez de asentar el poder de los lituanos en el campo jaredí y de optimizar la estructuración de éste de cara a futuras conquistas electorales. La oposición entre jasidíes y "lituanos" fue, pues, el origen de Shas, reactivada por el Rav Schach pero también por el Rav Ovadia Yossef que a pesar de ser mizrahí, estaba cerca de la corriente lituana".
Se nota a menudo una sensibilidad más "moderna" en los mizrahíes (de cara a la televisión o a la implicación en el gobierno israelí). Esta corriente es esencialmente israelí, y no se encuentra en la diáspora.

### Divisiones acerca de las obligaciones religiosas
A partir de 1977, los partidos religiosos se encuentran con un papel de bisagra política en Israel, y han usado este papel ampliamente para reforzar las leyes de coacción religiosa (venta de cerdo, respeto del Shabat...). Esta orientación se explica por dos razones:
- Algunas mitzvot no pueden respetarse con facilidad de manera individual. Es el caso de la prohibición de ver imágenes de "estupro", puesto que éstas se encuentran en la publicidad mural o en las tapas de las revistas. De ahí el intento de que se prohíba la presencia de cualquier mujer desnuda en esos soportes (en Israel), al menos en los barrios jaredíes.
- Existe una tradición que indica que todo judío es responsable del comportamiento de los otros. Lo que funda el castigo colectivo de Dios, al destruir el antiguo Israel por las faltas de algunos. El "buen comportamiento" de los demás judíos (los no judíos no están afectados) también concierne a los jaredíes.

Podemos notar que algunos líderes religiosos, como el rabino Elazar Shach, sin embargo se han opuesto parcialmente a los intentos de coacción religiosa en Israel. Para ellos, amplificar el conflicto con los judíos laicos, no impide que éstos cometan sus pecados en privado, con lo que no los libran del castigo divino. Por último, pedir a una Knesset (cámara de representantes) que incluye a laicos, marxistas y árabes, que se pronuncie acerca de la mejor manera de seguir la ley religiosa es simplemente algo poco serio.
En realidad ese debate nunca se ha cerrado, pero la tendencia a solicitar un refuerzo de la legislación religiosa en Israel es mayoritaria.

### Divisiones políticas
El partido Agudat Israel es el partido histórico de los jaredíes (creado en 1912), en Israel y en el mundo. Conoció en los años 1920 hasta finales de los años 1980 una escisión más "nacionalista" y más "modernista", el Poale Agudat Israel. Esta división no existe ya hoy. Pero aparecieron nuevos partidos.
Son el Shas, en 1984, que representa las opiniones de los jaredíes mizrahíes, pero que ha conseguido también, y este es un hecho excepcional para un partido jaredí, atraer a numerosos electores no jaredíes. Luego surgió Degel HaTorah, que se crea en 1988, y expresa las opiniones de los jaredíes mitnagdíes asquenazís.
Degel HaTorah y Agudat se han enfrentado a veces violentamente (especialmente en las elecciones israelíes de 1988). Pero también han presentado un frente electoral común a partir de los años 1990: "Judaísmo unificado de la Torah".
La actitud general de los jaredíes de cara a la política sigue siendo en general bastante distante. Participar en las elecciones no es realmente una prioridad: solo el estudio religioso lo es. Se nota de hecho que existen actitudes divergentes según las comunidades: los jasidíes de Gur, muy implicados en Agudat Israel, participan por ejemplo más que los jasidíes de Lubavitch, externos al partido. Al final, la participación depende mucho de las instrucciones dadas por los rabinos de cada grupo. La Edah Haredit rechaza evidentemente cualquier participación electoral en las instituciones del Estado "impío".
Al final, las divisiones entre partidos son reales, pero los cimientos siguen estando muy cercanos. La lucha por la atribución de los fondos del Estado a los órganos educativos y religiosos de los diferentes grupos es sin embargo un objetivo fundamental de esos partidos, y lleva a veces a enfrentamientos políticos.

## Los jaredíes y la violencia
Contrariamente a ciertos cristianos (Cruzadas) o a ciertos musulmanes (Yihad), y a ciertos judíos que creen en la necesidad de ejercer violencia religiosa para el triunfo de Dios, los jaredíes no creen en ese procedimiento. La mayor parte de ellos rechazan el servicio militar, incluso en el ejército israelí. Para ellos, Tsahal es sobre todo una gran casa de prostitución para las mujeres soldados. Así, el diputado Ben-Shlomo, del Shas declaró en diciembre de 1984 que "si 603 soldados israelíes murieron durante la guerra del Líbano de 1982, ello se debió a la conducta sexual licenciosa de las mujeres soldado".
Sin embargo, la violencia no es ajena a la sociedad jaredí. Es una sociedad que se siente en efecto permanentemente agredida por un mundo extraño y hostil, y que tiene a la vez una fuerte convicción en cuanto a su superioridad natural. Esto lleva a frecuentes tensiones. No se trata tanto de su relación con los no judíos, cuyos valores no interesan en absoluto a los jaredíes, como de la relación con los otros jaredíes o con los otros judíos. Esas tensiones a veces desembocan en violencia.

### Violencia entre jaredíes
La multiplicidad de comunidades jasidíes y de yeshivot implica un mundo jaredí muy dividido. Los enfrentamientos, aunque escasos, son a veces brutales. Se habló antes de las peleas entre jasidíes de Belz y de Satmar.
También se puede recordar la agresión en 1983 al diputado de Agudat Israel Menahem Porush por jasidíes de Gur, también de Agudat, que le acusaban de haber "insultado" a su admor. Menahem Porush pasó varios días en el hospital.
La violencia puede tener como objetivo los quioscos de periódicos que vendan periódicos de otra tendencia jaredí, o los bienes de otra comunidad.

### Violencia contra otros judíos
La violencia contra los judíos no jaredíes es frecuente en Israel: piedras lanzadas contra los vehículos que circulan en el Shabat (día de descanso de la Torá) que pasa por el barrio de Sanhedria (barrio ultraortodoxo), pero no es de todos los ultraortodoxos, sino de un pequeño grupo (Jasidim, de una sola Jasidut) y son condenados por la gran generalidad de los ultraortodoxos porque la forma de llamar la atención, según dice la Torá, es simplemente, hablando, nunca con violencia, como dice el versículo, "reprochar, reprocharás a tu pueblo, pero no habrá en ti pecado" (en la forma de reprochar).
Hay varias citas que condenan el reproche dado de mala forma. Por ejemplo, el Rab Moshe Jaim Luzzato, escribe en el Orjot Tzadikim "kol hamitbaiesh javero berabim ein lo jelek leolam haba" (todo el que avergüenza a su prójimo en público, no tiene parte en el mundo venidero).
También hay prohibición de mover piedras en Shabat (Muktzé), lo cual hace más condenable el acto por los mismos ultraortodoxos....
Motines contra las autopsias (prohibidas por la ley judía). En 1986 tuvo lugar la "guerra de las marquesinas", destrucción sistemática por parte de los jaredíes de las marquesinas de su barrios o cercanas a ellos y que tenían anuncios con imágenes "indecentes". En los años 1980 apareció un grupo clandestino jaredí israelí llamado Keshet (Arco iris), especializado en ataques contra los bienes (pero nunca contra las personas) pertenecientes a individuos o a grupos considerados hostiles a los jaredíes. Fueron los autores de numerosos incendios contra quioscos de prensa que vendían prensa "impía" en los barrios jaredíes.
Tampoco es escasa la violencia verbal. Los ataques contra los grupos "heterodoxos" como los caraítas o los samaritanos pueden ir muy lejos, a veces con acusaciones fantasiosas (semimusulmanes, enemigos de los judíos...). Los miembros de los kibutz también fueron acusados (rabino Schach) de no ser judíos. El diputado Shas Shlomo Dayan declaró durante un debate en la Knesset el 13 de diciembre de 1988 "la prensa israelí y la prensa nazi se parecen en más de un aspecto. ¿Qué expresiones utilizadas por esta última aparecen [en la prensa israelí acerca de los jaredíes]? "Chantaje". ¿No es de eso de lo que se acusaba a los judíos en la prensa alemana? "Sanguijuelas". ¿No lo dijeron los nazis de los judíos? Ahora es la prensa israelí la que lo escribe".
La oposición a la homosexualidad genera en Israel una violencia creciente, unida a la creciente visibilidad de la comunidad homosexual. Así, "los jaredíes atacan al Orgullo Gay internacional. A modo de protesta ante la programación del desfile del 10 de agosto de 2006 en Jerusalén, cientos de cartas preconizando "la muerte de los Sodomitas" se distribuyeron en los buzones de la ciudad del martes por la mañana. Esos escritos prometían 20.000 shekels "a cualquiera que diera muerte a una persona de Sodoma y Gomorra". A pesar de que negó cualquier responsabilidad en este asunto del panfleto, la comunidad jaredí publicó y distribuyó panfletos oficiales que decían que "todos los que tengan la posibilidad deben hacer cuanto puedan por destruir las puertas del Infierno, sea cual sea el modo elegido"". En noviembre de 2006, las violentas manifestaciones jaredíes contra un desfile homosexual en Jerusalén causaron 860.000 dólares en daños. En 2005, un homosexual fue apuñalado por jaredíes.

### Violencia contra los jaredíes
Los jaredíes despiertan regularmente reacciones hostiles, especialmente en Israel, tanto por su política de obligaciones religiosas como por sus diferencias visibles. Estas reacciones pueden ir hasta la violencia verbal o física. Así, el escultor israelí Yigal Tomarkin escribió en los años 1980 "viéndolos, se entiende la Shoah, se entiende por qué los Judíos son odiados. El primitivismo se instala [...]. Esos elementos de la oscuridad no dejan de roer al pueblo. Ante esos hombres de negro que pululan como gusanos, el sueño sionista muere".
En junio de 1986, la sinagoga de Kiryat Shalom, en la periferia de Tel-Aviv, fue incendiada durante la "guerra de las marquesinas". Tres días después, tras nuevas destrucciones de marquesinas por jaredíes, una segunda sinagoga fue incendiada, y rollos de la Torá destrozados.
Estos casos extremos de ataques de judíos laicos contra jaredíes son casos relativamente aislados, pero reveladores de una tensión que la prensa israelí bautizó como "Kulturkampf" ("guerra de culturas"), por el nombre de una campaña anticatólica lanzada por Otto von Bismarck en Alemania en el siglo XIX.

## El crecimiento demográfico del mundo jaredí
Hoy en Israel y en la diáspora, los jaredíes crecen demográficamente de modo bastante rápido. Había entre los judíos israelíes un 6% de jaredíes en 2002, 8% en 2004, 13% en 2006 entre los judíos nacidos en Israel.
Desde un punto de vista socioeconómico, su rechazo (relativo) de la educación moderna y su voluntad de privilegiar el estudio talmúdico sobre un trabajo en el sector productivo (sobre todo si está inmerso en el mundo de los laicos) les llevan a niveles de vida bastante modestos. Esta situación es especialmente fuerte en Israel, en donde las comunidades se cierran en esos puntos.
Pero a pesar de esa situación socioeconómica, los jaredíes son una población de gran dinamismo demográfico. Las mujeres se casan jóvenes y tienen entre 5 y 10 hijos (27% de los jaredíes israelíes declaran vivir en un alojamiento superpoblado, contra un 2% de judíos laicos), y ciertos judíos ortodoxos, o tradicionalistas, se dejan ganar por la Teshuvá (arrepentimiento) y se convierten en jaredíes.
Este crecimiento a veces explosivo lleva a tensiones con los vecinos. En efecto, el objetivo de los jaredíes es conseguir barrios homogéneos y relativamente cerrados. Cuando los jaredíes se implantan numerosamente en un nuevo barrio, y es un movimiento permanente, tienden a imponer sus reglas (con más firmeza en Israel, pero el fenómeno no es desconocido en la diáspora: decisiones de la justicia aceptaron en Canadá el cierre físico de barrios jaredíes el día del Shabat).

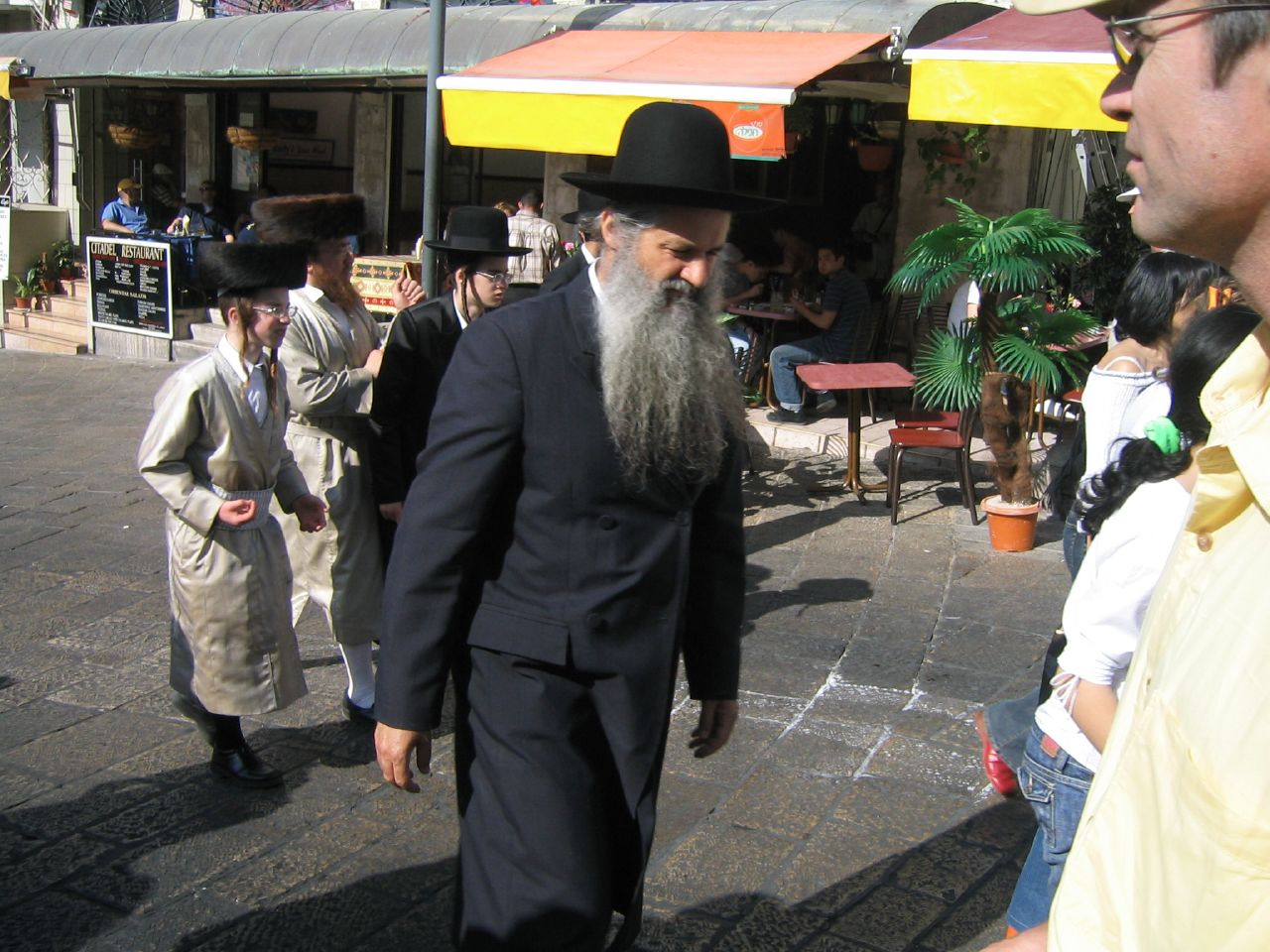
Jasidíes en Jerusalén, en 2005.

Para evitar numerosos conflictos, las autoridades israelíes trataron de crear nuevos barrios o ciudades para los jaredíes, evitando de ese modo una presión excesiva sobre los barrios "laicos". En Jerusalén, numerosos barrios de colonización de Jerusalén Este fueron creados en beneficio suyo. Lo mismo sucedió en Bné Brak, segunda ciudad jaredí de Israel, en la periferia de Tel-Aviv, y con la importante colonia israelí de Modiin Illit, la tercera comunidad del país.
Este rápido crecimiento demográfico y geográfico se percibe a veces (especialmente en Jerusalén, en donde los jaredíes representan casi la mitad de la población judía) como una invasión por parte de los vecinos. Regularmente, el fantasma de una Jerusalén no sionista (dominada por los árabes y los jaredíes) resurge. De hecho, en 2003, fue un jaredí, el rabino Uri Lupolianski, el que salió elegido alcalde de Jerusalén. Padre de 12 hijos, considerado como un moderado, trató sin embargo de prohibir la celebración del Orgullo Gay de Jerusalén, pero fue desautorizado por la Justicia.
En Israel, en 2004, los jaredíes representarían alrededor de un 8% de la población judía (13% entre los judíos nacidos en Israel).

## Percepción por los jaredíes de los no jaredíes
Teniendo en cuenta la fragmentación del mundo jaredí en muchas comunidades, una presentación única es imposible. Sin embargo se pueden definir algunas grandes líneas.
No judíos: la tradición judía ortodoxa indica que cada pueblo define por sí mismo su relación con Dios, pero que los judíos tienen un papel especial en los proyectos de Dios. No se trata pues de tratar de convertir a los no judíos (a pesar de que esas conversiones son posibles en caso de que haya demanda expresa). Al final, los jaredíes son bastante indiferentes sobre lo que piensan o hacen los no judíos. Teniendo en cuenta pasadas persecuciones, se nota una cierta desconfianza, y a veces una voluntad de no "provocar a las naciones (goyim)".
Judíos laicos: "Los jaredíes y los judíos no religiosos en Israel constituyen hoy dos naciones separadas. [...] Esta situación sólo podrá cambiar con la Techuva (arrepentimiento) de los que se alejaron de la Torá. [...] En presencia de judíos no religiosos, somos partidarios a comportarnos como si ni siquiera estuvieran ahí". La idea es que el mundo de los judíos laicos es peligroso y culpable, y que hay que separarse de ellos e ir a barrios reservados. Sin embargo hay que destacar que los jasidíes de Lubavitch practican un intenso proselitismo entre los judíos laicos, mientras las otras comunidades están más bien separadas.
Judíos reformistas y judíos conservadores (masortim): esas corrientes, aparecidas en el siglo XIX y poderosas sobre todo hoy en los Estados Unidos, vuelven a cuestionar parcialmente la Halajá (ley religiosa judía ortodoxa). Los jaredíes los consideran judíos, aunque peligrosamente alejados de la ortodoxia. Sus rabinos no están reconocidos, al igual que sus conversiones. Al aceptar el estado de Israel las conversiones de esos rabinos, existen israelíes reconocidos como judíos por parte de Israel, pero no por los ultra-ortodoxos (ni tampoco por los religiosos ortodoxos "modernos"). Una de las luchas políticas recurrentes entre los partidos jaredíes de Israel y los de los Estados Unidos desde los años 1980 es la de modificar la ley del retorno israelí, para excluir a esos conversos. El Estado siempre se negó a esa reforma, que sería una auténtica declaración de guerra contra el judaísmo estadounidense, dominado por esas corrientes.
Beta Israel (judíos de Etiopía, o Falasha): Los jaredíes seguidores del rav Yosef (Shas), el antiguo gran rabino sefardí de Israel que los reconoció como judíos en 1973, los aceptan sin problema. Otros grupos jaredíes son mucho más refractarios. Algunos no los aceptan como plenamente judíos hasta una conversión acelerada por inmersión en un baño ritual (lo que los Beta Israel rechazan en general). Los ortodoxos "modernos" los reconocen como plenamente judíos.
Samaritanos y caraítas: son grupos muy heterodoxos (desde el punto de vista jaredí), pero reconocidos como judíos por Israel. Son totalmente rechazados, y las acusaciones más diversas, a veces muy violentas, florecen contra ellos: paganos, cripto-musulmanes, enemigos de los judíos...

## Percepción de los jaredíes por otros grupos judíos
- Ortodoxos modernos: En general, reconocen la legitimidad religiosa de los jaredíes y, especialmente en Israel, existe una tendencia a adoptar algunas de sus prácticas más estrictas. No obstante, suelen discrepar de su rechazo al sionismo, al servicio militar obligatorio en las Fuerzas de Defensa de Israel (Tsahal) y a la participación en actividades laborales fuera del marco religioso, considerando estas posturas como excesivamente restrictivas. Al mismo tiempo, valoran su papel como preservadores de la tradición judía.

- Judíos tradicionalistas: Este grupo, cuya observancia religiosa suele ser parcial, mantiene una percepción similar a la de los ortodoxos modernos, aunque a menudo con mayores reservas. Cabe destacar que una parte significativa de los tradicionalistas mizrahíes y sefardíes en Israel apoya electoralmente a Shas, partido político de orientación mizrahí jaredí.

- Judíos laicos: Entre los sectores no practicantes, la percepción de los jaredíes es en general más crítica. Por un lado, representan una continuidad cultural con la tradición judía que muchos laicos aún valoran. Por otro, su alto crecimiento demográfico genera preocupación en algunos sectores, así como su oposición al servicio militar y la aplicación de normas religiosas en la vida pública israelí. Asimismo, el hecho de que una parte de la población jaredí dependa de subsidios estatales debido a su dedicación al estudio religioso a tiempo completo ha sido motivo de debate público. En este contexto, partidos como Shinui basaron parte de su plataforma electoral —por ejemplo, en las elecciones de 2003, en las que obtuvieron 15 escaños— en la crítica a las leyes religiosas de cumplimiento obligatorio y al financiamiento estatal a instituciones jaredíes.

## Síntesis
Hoy, los jaredíes son un grupo en expansión en el seno del judaísmo mundial. Su natalidad es muy alta (salvo casos médicos, todas las familias son muy numerosas) y su capacidad para atraer a ciertos ortodoxos, e incluso a laicos, lo explican.
Su aislacionismo es relativo (según los grupos), aunque real. Son una de las comunidades religiosas más particularistas que existen hoy, y sus relaciones con los demás judíos (al menos los laicos) son a veces difíciles.

## Medios de comunicación
Los jaredíes tienen terminantemente prohibido ver la televisión, aunque tienen permitido tener internet en casa, siempre que posean un filtro parental. Sus principales medios de comunicación son por parte de los periódicos, pero no pueden leer cualquier periódico, pues los jaredíes tienen los suyos propios, los cuales están en consonancia con sus creencias. Dichos periódicos deben cumplir ciertos requisitos, como por ejemplo el que no pueden aparecer fotografías de mujeres en sus páginas. Los periódicos jaredíes más importantes son Hamodia (El Anunciador), Yated Neeman (Base Leal), Mishpacha (Familia) y Bakehilla (En la Comunidad).
Otros periódicos dirigidos a un público religioso judío son Yom Hadash, Yom Leyom, Kfar Jabad, o los gratuitos B’Sheva, Makor Rishon o Hatzofeh. 
Al mismo tiempo, hay emisoras con meditaciones religiosas y música jasídica, así como incluso un portal de noticias para judíos ultraortodoxos, Ladaat.net.

### Artículos
- Israël: la tentation ultra-orthodoxe, revista "L'Histoire", N° 224, P. 50-53, septiembre de 1998, de Jean-Christophe Attias